# Anastatika rezurekcyjna
Anastatika rezurekcyjna, zmartwychwstanka jerychońska, róża jerychońska (Anastatica hierochuntica) – gatunek rośliny rocznej należący do rodziny kapustowatych. Reprezentuje monotypowy rodzaj anastatika Anastatica. Występuje na zasolonych pustyniach od północnej Afryki (Algieria, Egipt) i Półwyspu Arabskiego po zachodni Pakistan i Azję Mniejszą.

## Morfologia

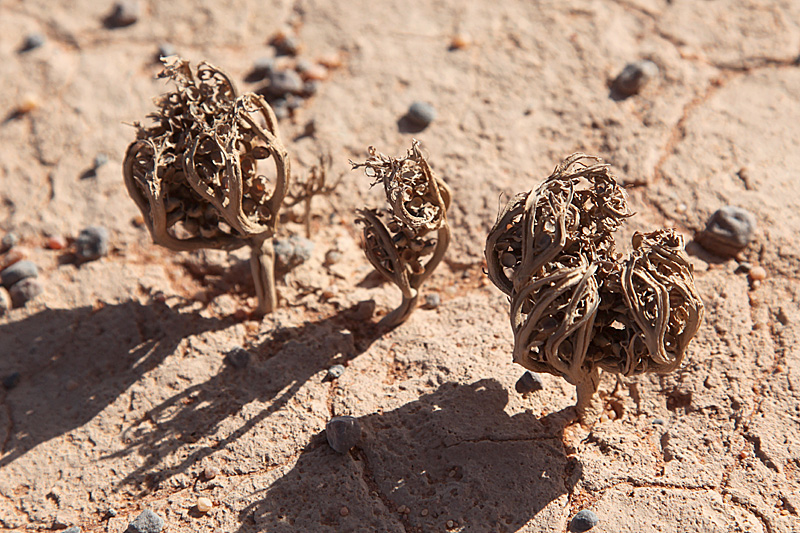
Rośliny w stanie bezwodnym

PokrójNiska roślina jednoroczna, owłosiona, włoski rozwidlone widlasto lub drzewkowato. Pęd rozgałęzia się u nasady.
LiścieOgonkowe, jajowate do lancetowatych, całobrzegie lub brzegiem nieco ząbkowane.
KwiatyDziałki kielicha wzniesione do rozpostartych. Płatki korony 4, białe. Pręcików 6 z podługowatymi pylnikami i miodnikami u nasady nitek. Zalążnia górna z czterema zalążkami, zwieńczona okazałą szyjką słupka z całobrzegim znamieniem.
OwoceŁuszczynki eliptyczne, obłe, czteronasienne, wzniesione lub odgięte.

## Biologia i ekologia
Roślina roczna. Pęd silnie drewnieje i po opadnięciu liści, zamarciu i wyschnięciu rośliny rozgałęzienia zwijają się, nadając roślinie kulisty pokrój. Pęd w tej postaci łatwo odłamuje się od korzenia i przemieszczany jest przez wiatr, rozsiewając nasiona. Wyschnięty pęd jest silnie higroskopijny, zwilżone komórki, mimo że martwe, pęcznieją, powodując prostowanie się gałązek.